# Heinrich von Schwerin (Landrat)

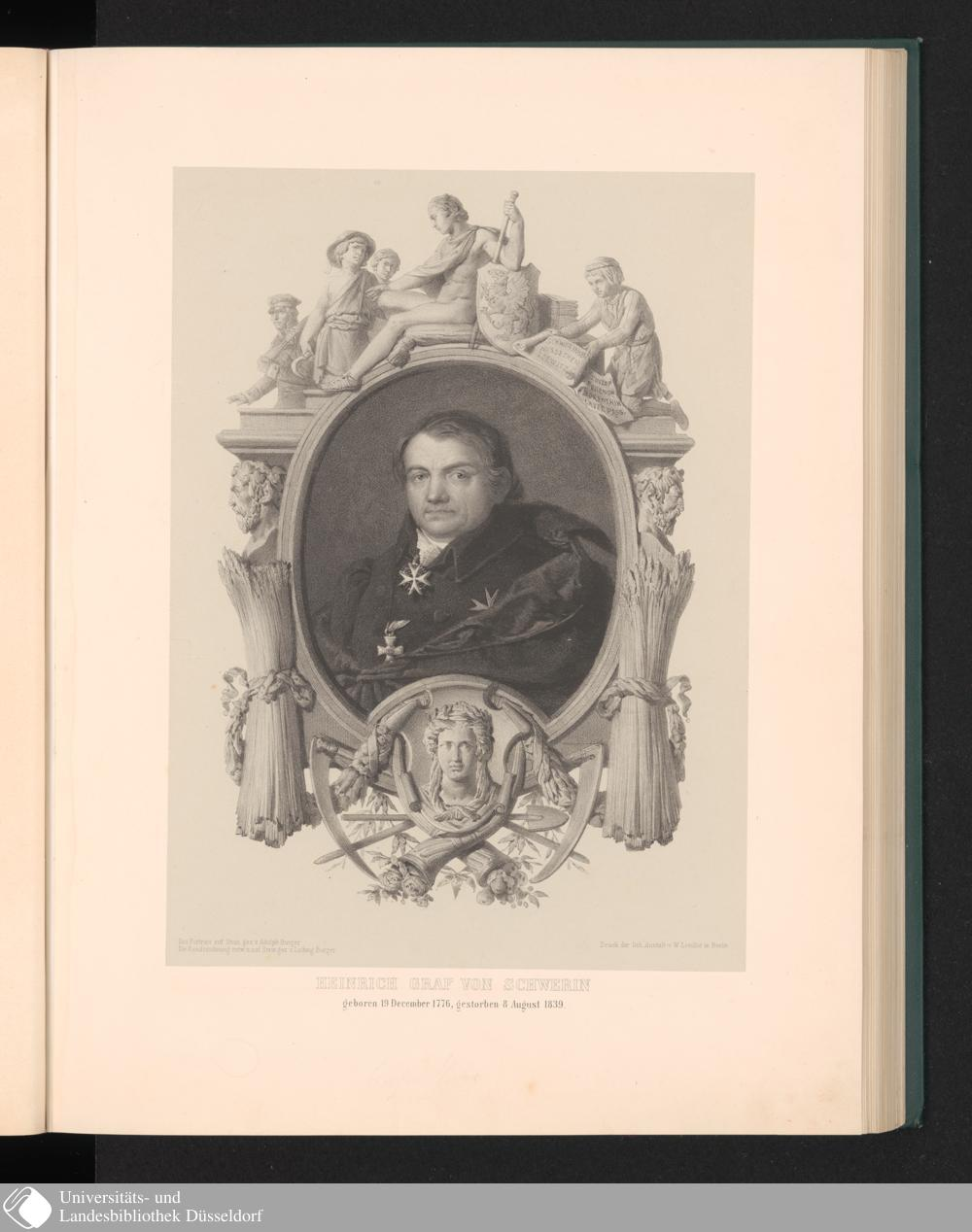
Heinrich Graf von Schwerin (1776–1839)

Heinrich Graf von Schwerin (* 19. Dezember 1776 in Schwerinsburg; † 8. August 1839 in Putzar; vollständiger Name Carl Wilhelm Ludwig Heinrich von Schwerin) war Rittergutsbesitzer in Pommern und preußischer Landrat.

## Leben
Heinrich entstammte der Linie Schwerinsburg des pommerschen Adelsgeschlechtes von Schwerin. Er war der älteste Sohn des Heinrich Bogislav Dettlof von Schwerin (1743–1791) und der Anna Beate Luise von Ramin (1752–1826). Heinrich von Schwerin besuchte vier Jahre die Ritterakademie zu Brandenburg. 1793 trat er als Kornett in das Kürassier-Regiment Nr. 2 ein, 1796 wurde er zum Seconde-Leutnant befördert. 1802 nahm er seinen Abschied vom Militär und widmete sich der Bewirtschaft seiner Güter. In der Erbauseinandersetzung mit seinen Brüdern hatte er die sogenannten Putzarschen Güter, Putzar, Boldekow, Glien, Sophienhof, Sarnow, Wendfeld und Bornmühl erhalten. 1812 kaufte er seinem Bruder Curd Schwerinsburg, Werder, Löwitz und Wusseken ab.
Als ständischer Kommissarius war er 1813 während der Befreiungskriege am Aufbau der Landwehr beteiligt. Am 27. Dezember desselben Jahres wurde er Ehrenritter des Johanniterordens.
1818 wählten ihn die Stände zum Landrat des Kreises Anklam. Zu seinen Aufgaben gehörten die Umsetzung Stein-Hardenbergschen Reformen, die Verbesserung der Landschulen und die Durchsetzung der Kirchenunion im Kreis. In diesem Amt war er bis 1833 tätig. Für seine Verdienste wurde er mit dem Roten Adlerorden 2. Klasse ausgezeichnet.
Heinrich von Schwerin bemühte sich um die Wiedergewinnung des ehemaligen Spantekowschen Lehensbesitzes, der während der Schwedenzeit an den Grafen von Steenbock gekommen und 1715 durch den König Friedrich Wilhelm I. enteignet worden waren. 1803 hatte Heinrich von Schwerin die Wiederaufnahme des Prozesses erreicht, der nach 30 Jahren schließlich 1833 mit der Rückübertragung der Güter an die Familie endete. Er verwaltete den Besitz mit unbeschränkter Vollmacht seiner Mitbesitzer bis an sein Lebensende.
1833 begleitete er den Theologen Friedrich Schleiermacher (den Schwiegervater seines ältesten Sohns) auf eine Reise nach Schweden, Norwegen und Dänemark. 1834 wurde ihm das seiner Familie zustehende Amt des Erbküchenmeisters von Altvorpommern übertragen. Außerdem war er Direktor des vorpommerschen Departements der Pommerschen Landschaft.
Heinrich von Schwerin starb 1839 bei der Inspektion seiner Güter durch einen Sturz vom Pferd. Er wurde in der Gruft vor der Putzarer Kirche neben seiner Frau beigesetzt.

## Nachkommen
Heinrich von Schwerin hatte am 8. Mai 1803 in Prenzlau Charlotte Friedrike Luise von Berg (* 9. August 1783 in Quedlinburg; † 7. Juni 1826 in Schwerinsburg) geheiratet, eine Tochter des preußischen Geheimen Rats und Stiftshauptmanns zu Quedlinburg, Anton Friedrich Ernst von Berg auf Neuenkirchen, und der Margarethe Elisabeth Veronica, geborene von Wulffen, Witwe des Friedrich Ludwig von Lobenthal.
Ihre Nachkommen waren:
- Elisabeth Luise Ulrike Charlotte (1804–1899), verheiratet mit Ludwig Jonas (1797–1859), Theologe
- Maximilian von Schwerin-Putzar (1804–1872), Rittergutsbesitzer, liberaler Parlamentarier und Minister in Preußen, verheiratet mit Hildegard Schleiermacher
- Emma Caroline Friederike Henriette (1807–1846)
- Moritz (*† 1808)
- Rosalie Wilhelmine Sophie Ernestine Ottilie (1811–1867), verheiratet mit Adolf Ferdinand Krech, Professor in Berlin
- Wilhelmine Friederike Alexandrine Franziska (1813–1852), verheiratet mit Alexander Freiherr von Forstner (* 18. März 1798; † 31. Oktober 1871)[4]
- Victor von Schwerin (1814–1903), Rittergutsbesitzer, preußischer Kammerherr und Politiker
- Charlotte Elisabeth Luise Beate (1826–1898), verheiratet mit Ehrenfried von Willich

## Schriften
- Vaterländische Gesänge. Dem Frauenverein des Anclamschen Kreises gewidmet. Greifswald 1814. (Gedichte). In: Katalog für die Bibliothek der Göritz-Lübeck-Stiftung (Berlin), 1886; google.de/books